# Min-Max-Theorem
Das Min-Max-Theorem ist ein grundlegendes Lösungskonzept in der Spieltheorie und wird mitunter als Hauptsatz für 2-Personen-Nullsummenspiele bezeichnet. Die Minimierung der gegnerischen Maximal-Auszahlung beider Spieler steht im Vordergrund und ist Ursache für die Entstehung der Bezeichnung Min-Max-Theorem. Alternativ wird das Min-Max-Theorem in der einschlägigen Literatur als Maximinlösung bezeichnet. Die Grundlage für die duale Begriffsfindung bildet die Tatsache, dass in Nullsummenspielen die Minimierung der gegnerischen Maximal-Auszahlung (Minimax) sowohl der Minimierung des eigenen Maximal-Verlustes als auch der Maximierung der eigenen Minimum-Auszahlung (Maximin) entsprechen.

## Spieltheoretische Formulierung
Der Hauptsatz für 2-Personen-Nullsummenspiele beinhaltet:
In der gemischten Erweiterung {\displaystyle (X,Y,G^{\prime })} eines jeden 2-Personen-Nullsummenspiels mit endlichen (reinen) Strategieräumen A und B existiert eine Konstante V und für jeden Spieler mindestens eine (gemischte) Gleichgewichtsstrategie {\displaystyle x^{*}} bzw. {\displaystyle y^{*}}, mit der er eine erwartete Auszahlung von mindestens V garantieren kann.
Für Spieler A existiert ein {\displaystyle x^{*}=\lbrace x_{1}^{*},...x_{\text{i}}^{*},...x_{\text{m}}^{*}\rbrace } mit {\displaystyle x_{\text{i}}^{*}\geq 0} und {\displaystyle \sum _{i=1}^{m}x_{\text{i}}^{*}=1\quad }, so dass {\displaystyle \quad \max \limits _{x}} {\displaystyle \min \limits _{y}} {\displaystyle G^{\prime }{\bigl (}x,y{\bigr )}\ =\min \limits _{y}} {\displaystyle G^{\prime }{\bigl (}x^{*},y{\bigr )}=V}.
Für Spieler B existiert ein {\displaystyle y^{*}=\lbrace y_{1}^{*},...y_{\text{j}}^{*},...y_{\text{n}}^{*}\rbrace } mit {\displaystyle y_{\text{j}}^{*}\geq 0} und {\displaystyle \sum _{j=1}^{n}y_{\text{j}}^{*}=1\quad },
so dass {\displaystyle \quad \min \limits _{y}} {\displaystyle \max \limits _{x}} {\displaystyle G^{\prime }{\bigl (}x,y{\bigr )}\ =\max \limits _{x}} {\displaystyle G^{\prime }{\bigl (}x,y^{*}{\bigr )}=V}.

## Einordnung
Im Folgenden sei angenommen, beide Spieler folgen dem Minimax-Kriterium, das heißt, sie wählen die gemischte Strategie, die für sie selbst die minimale erwartete Auszahlung maximiert (und folglich den maximalen erwarteten Verlust minimiert). Der Satz garantiert beiden Spielern in endlichen Zwei-Personen-Nullsummenspielen einen erwarteten Gewinn V, insofern sie diejenige gemischte Strategie wählen, die nach dem Minimax-Kriterium optimal ist. Dieses Paar von Maximin- und Minimax-Strategien führt dazu, dass keiner der Spieler durch einseitige Veränderung seiner Strategie die eigene Position verbessern kann.
Der Minimax-Algorithmus, der ebenfalls auf der Minimax-Strategie beruht, findet im Gegensatz zum Min-Max-Theorem im Bereich der sequenziellen Spiele Anwendung.
Der Satz wurde erstmals von John von Neumann 1928 in seiner Publikation „Zur Theorie der Gesellschaftsspiele“ bewiesen.
Die entstandene Strategienkombination beider Spieler bildet einen Sattelpunkt, der einen Spezialfall des Nash-Gleichgewichts für Zweipersonen-Nullsummenspiele darstellt. Für die Ermittlung dieser Gleichgewichtsstrategie in sehr komplexen Nullsummenspielen wird die Lineare Optimierung genutzt.
Folglich darf Spieler A, wenn er rational spielt, abhängig von der Strategiewahl von Spieler B, mindestens den Betrag V erwarten und Spieler B kann erreichen, wenn er rational spielt, dass Spieler A im Mittel auch nicht mehr als diesen Betrag gewinnt.

## Allgemeine Vorgehensweise
Ein 2-Personen-Nullsummenspiel in Matrixform kann folgendermaßen dargestellt werden (Bimatrix):
|                          |        | Spieler B:             | Spieler B:             | Spieler B: | Spieler B:               | Spieler B:             |
| ------------------------ | ------ | ---------------------- | ---------------------- | ---------- | ------------------------ | ---------------------- |
|                          |        | s1{\displaystyle _{B}} | s2{\displaystyle _{B}} | ⋯          | sn-1{\displaystyle _{B}} | sn{\displaystyle _{B}} |
| Spieler A:               |        |                        |                        |            |                          |                        |
| s1{\displaystyle _{A}}   | u1,1   | u1,2                   | ⋯                      | u1,n-1     | u1,n                     |                        |
| s2{\displaystyle _{A}}   | u2,1   | u2,2                   | ⋯                      | u2,n-1     | u2,n                     |                        |
| ⋮                        | ⋮      | ⋮                      |                        | ⋮          | ⋮                        |                        |
| sm-1{\displaystyle _{A}} | um-1,1 | um-1,2                 | ⋯                      | um-1,n-1   | um-1,n                   |                        |
| sm{\displaystyle _{A}}   | um,1   | um,2                   | ⋯                      | um,n-1     | um,n                     |                        |

Spieler A ist der Zeilenspieler und Spieler B der Spaltenspieler. Das Spiel wird aus Sicht des Spielers A betrachtet, wobei im Strategienvektor {\displaystyle s=(s_{A},s_{B})} die Zeile durch {\displaystyle s_{A}} und die Spalte {\displaystyle s_{B}=s_{A}} bezeichnet wird. In den Matrixzellen steht die Auszahlung {\displaystyle u_{A}(s)=-u_{B}(s)}, so dass die Auszahlung des Spielers A gleich dem Verlust des Spielers B entspricht.
Spieler A wählt zuerst eine Strategie {\displaystyle s_{A}} (Zeile), wobei ihm bewusst ist, dass der Gegner immer das Minimum der Auszahlungen in der Zeile wählen wird, die Spieler A vorgegeben hat. Dementsprechend gibt Spieler A diejenige Strategie {\displaystyle s_{A}} (Zeile) vor, in der das Zeilenminimum maximal (Maximin-Strategie) ist, so dass die Optimierungsregel für Spieler A lautet:
{\displaystyle {\underset {s_{A}}{\max }}[{\underset {s_{B}}{\min }}\;u_{A}(s_{A},s_{B})]}
Diese garantiert ihm ein Auszahlungsminimum, gleichgültig was Spieler B unternimmt.
Spieler B versucht seine Verluste zu minimieren und wählt eine Strategie {\displaystyle s_{B}} (Spalte), die genau die umgekehrte Bedingung erfüllt (Minimax-Regel, Minimax-Strategie), so dass die Optimierungsvorschrift für Spieler B lautet:
{\displaystyle {\underset {s_{B}}{\min }}[{\underset {s_{A}}{\max }}\;u_{A}(s_{A},s_{B})]}
Folglich kann er durch seine Minimax-Strategie die Auszahlung des Spielers A auf höchstens gleich diesem Betrag begrenzen, gleichgültig was Spieler A unternimmt. Es gilt dementsprechend:
{\displaystyle {\underset {s_{A}}{\max }}[{\underset {s_{B}}{\min }}\;u_{A}(s_{A},s_{B})]} {\displaystyle \leq } {\displaystyle {\underset {s_{B}}{\min }}[{\underset {s_{A}}{\max }}\;u_{A}(s_{A},s_{B})]}
Der Hauptsatz für 2-Personen-Nullsummenspiele beinhaltet, dass diese beiden optimalen Strategien einen gemeinsamen Wert v besitzen, so dass notwendige und hinreichende Bedingung für den Wert {\displaystyle v} (Gleichgewicht, Sattelpunkt) lautet:
{\displaystyle {\underset {s_{A}}{\max }}[{\underset {s_{B}}{\min }}\;u_{A}(s_{A},s_{B})]\;=\;{\underset {s_{B}}{\min }}[{\underset {s_{A}}{\max }}\;u_{A}(s_{A},s_{B})]}.
Spieler A darf folglich, wenn er intelligent spielt, eine Minimalauszahlung erwarten und Spieler B kann bewirken, wenn er intelligent spielt, dass Spieler A nicht mehr als die Minimalauszahlung gewinnt.

## Beispiel
In einem Tennisspiel soll im Folgenden das Min-Max-Theorem verdeutlicht werden. In der Bimatrix wurden die Auszahlungen durch die entsprechenden Erfolgsquoten der beiden Spieler für jede ihrer reinen Strategien ersetzt. Spieler A schlägt zuerst auf.
|            |          | Spielerin B: | Spielerin B: |
|            |          | Vorhand      | Rückhand     |
| Spieler A: | Vorhand  | 50           | 80           |
| Spieler A: | Rückhand | 90           | 20           |
| ---------- | -------- | ------------ | ------------ |

Da die Interessen der beiden Spieler genau entgegengesetzt sind, wird Spielerin B versuchen, den Ball erfolgreich zu retournieren und die maximale Erfolgsquote ihres Gegners zu minimieren (Minimax-Strategie). Mit diesem Vorwissen wird Spieler A versuchen, seine eigene Minimum-Erfolgsquote zu maximieren (Maximin-Strategie).

In diesem Beispiel beträgt die Minimum-Erfolgsquote von Spieler A für jede seiner reinen Strategien in der Zeile Vorhand 50 und Rückhand 20. Das Maximum dieser Minima (Maximin) beträgt folglich 50 und garantiert ihm den größtmöglichen Erfolg, wenn er zu 100 % auf die Vorhand spielt, insofern Spielerin B in ihren eigenen Interessen so gut wie möglich retourniert. Spieler A würde die Strategie Vorhand wählen.

Die Maximum-Erfolgsquote von Spielerin B für jede ihrer Strategien beträgt in Spalte Vorhand 90 und Rückhand 80. Das Minimum dieser Maxima (Minimax) beträgt 80 und garantiert ihr den größtmöglichen Erfolg, insofern Spieler A in seinen eigenen Interessen so gut wie möglich retourniert. Spielerin B würde die Rückhand wählen.
|            |                | Spielerin B: | Spielerin B: | Spielerin B:  |
|            |                | Vorhand      | Rückhand     | Zeilenminimun |
| Spieler A: | Vorhand        | 50           | 80           | 50 (Maximin)  |
| Spieler A: | Rückhand       | 90           | 20           | 20            |
| Spieler A: | Spaltenmaximun | 90           | 80 (Minimax) |               |
| ---------- | -------------- | ------------ | ------------ | ------------- |

Die Minmax- und Maxmin-Werte der beiden Tennisspieler sind unterschiedlich:
Maximin Spieler A (50 %) < Minimax Spielerin B (80 %).
Dementsprechend besitzt dieses Spiel kein Gleichgewicht (Sattelpunkt) in reinen Strategien, denn jeder der beiden Spieler kann seine Position durch Mischen der reinen Strategien Vorhand und Rückhand verbessern und die Erfolgsquote des Gegners schwächen, da die richtige Position nicht mehr vorhersagbar ist.
Die Strategiensets, die sich für die beiden Spieler aus dem Mix ihrer reinen Strategien ergeben, werden zunächst aus der Perspektive von Spieler A betrachtet. Er spielt Vorhand mit der Wahrscheinlichkeit {\displaystyle p} und Rückhand folglich mit der Wahrscheinlichkeit {\displaystyle (1-p)}. Der {\displaystyle p}-Mix gibt, für jede der reinen Strategien von Spielerin B, den zu erwartenden Erfolg des Spielers A für seine gemischte Strategie an.
|            |          | Spielerin B:     | Spielerin B:     | Spielerin B:  |
|            |          | Vorhand          | Rückhand         | Zeilenminimun |
| Spieler A: | Vorhand  | 50               | 80               | 50            |
| Spieler A: | Rückhand | 90               | 20               | 20            |
| Spieler A: | p-Mix    | 50p + 90 (1 - p) | 80p + 20 (1 - p) | min = ?       |
| ---------- | -------- | ---------------- | ---------------- | ------------- |

Wenn Spielerin B Vorhand spielt, entspricht die Erfolgsquote des Spielers A
{\displaystyle 50p+90(1-p)} und bei Rückhand {\displaystyle 80p+20(1-p)}. Die Wahrscheinlichkeit {\displaystyle p} berechnet sich wie folgt.
{\displaystyle 50p+90(1-p)=80p+20(1-p)}
{\displaystyle 70(1-p)=30p}
{\displaystyle 70=100p}
{\displaystyle p=0,7} → erwartete Erfolgsquote: {\displaystyle 50*0,7+90(1-0,7)=62}
Nun werden die Strategiensets aus der Perspektive von Spielerin B betrachtet. Sie spielt Vorhand mit der Wahrscheinlichkeit {\displaystyle q} und Rückhand folglich mit der Wahrscheinlichkeit {\displaystyle (1-q)}. Der {\displaystyle q}-Mix gibt, für jede der reinen Strategien von Spieler A, den zu erwartenden Erfolg der Spielerin B für ihre gemischte Strategie an.
|            |                | Spielerin B: | Spielerin B: | Spielerin B:     |
|            |                | Vorhand      | Rückhand     | q-Mix            |
| Spieler A: | Vorhand        | 50           | 80           | 50q + 80 (1 - q) |
| Spieler A: | Rückhand       | 90           | 20           | 90q + 20 (1 - q) |
| Spieler A: | Spaltenmaximum | 90           | 80           | min = ?          |
| ---------- | -------------- | ------------ | ------------ | ---------------- |

Wenn Spieler A Vorhand spielt, entspricht die Erfolgsquote der Spielerin B
{\displaystyle 50q+80(1-q)} und bei Rückhand {\displaystyle 90q+20(1-q)}. Die Wahrscheinlichkeit {\displaystyle q} beträgt:
{\displaystyle 50q+80(1-q)=90q+20(1-q)}
{\displaystyle 60(1-q)=40q}
{\displaystyle 60=100q}
{\displaystyle q=0,6} → erwartete Erfolgsquote: {\displaystyle 50*0,6+80(1-0,6)=62}
Spieler A konnte folglich durch das Mischen von reinen Strategien seine Maximin von 50 % auf 62 % anheben. Spielerin B konnte durch das Nutzen ihrer gemischten Strategie ihr Minimax von 80 % auf 62 % senken. Wenn beide Spieler ihre optimale gemischte Strategie gegeneinander spielen, so entspricht der Maximin des Spielers A, dem Minimax der Spielerin B und keiner kann sich gegenüber dem anderen besser stellen.

## Kritik
Einigen Autoren zufolge wird dem Min-Max-Theorem in der Spieltheorie eine eher geringe Bedeutung beigemessen, da sich dieses Lösungskonzept ausschließlich für Zweipersonen-Nullsummenspielen eignet. Insbesondere wird die im Min-Max-Theorem getroffene Annahme beider Spieler, der Gegner wähle immer nur die für sich beste Strategie aus, als wenig überzeugend eingeschätzt. Das Lösungskonzept gilt nur als zweckmäßig unter der Annahme, dass der gegnerische Spieler die Maximierung seiner Auszahlung anstrebt und keinen Fehler begeht, das heißt optimal und rational handelt.

## Belege
1. ↑  Hans Bühlmann, Hans Loeffel, Erwin Nievergelt: Entscheidungs- und Spieltheorie, Springer Verlag, Berlin, 1975, S. 182.
2. ↑  Manfred J. Holler, Gerhard Illing: Einführung in die Spieltheorie, Berlin [u. a.], Springer Verlag, 2006, S. 55.
3. ↑  Thomas Riechmann: Spieltheorie, München, Vahlen Verlag, 2008, S. 87.
4. ↑  Hans Bühlmann, Hans Loeffel, Erwin Nievergelt: Entscheidungs- und Spieltheorie, Springer Verlag, Berlin, 1975, S. 183.
5. ↑  Frederick S. Hillier, Gerald J. Liebermann: Operations Research, Verlag Oldenbourg, 1996, S. 360.
6. ↑  John von Neumann: Zur Theorie der Gesellschaftsspiele, Mathematische Annalen Nr. 100, 1928, S. 295–320 (Digi-Zeitschriften).
7. ↑  Christian Rieck: Spieltheorie: Eine Einführung, Christian Rieck Verlag, Eschborn, 2006, S. 291.
8. ↑  Melvin Dresher: Strategische Spiele, Theorie und Praxis, Verlag Industrielle Organisation, Zürich, 1961, S. 15.
9. ↑  Melvin Dresher: Strategische Spiele, Theorie und Praxis, Verlag Industrielle Organisation, Zürich, 1961, S. 14–15.
10. ↑  Christian Rieck: Spieltheorie: Eine Einführung, Christian Rieck Verlag, Eschborn, 2006, S. 291.
11. ↑  Melvin Dresher: Strategische Spiele, Theorie und Praxis, Verlag Industrielle Organisation, Zürich, 1961, S. 15.
12. ↑  Avinash K. Dixit, Susan E. Skeath: Games of Strategy, Norton Verlag, New York [u. a.], 1999, S. 194–198.
13. ↑  Christian Rieck: Spieltheorie: Eine Einführung, Christian Rieck Verlag, Eschborn, 2006, S. 292.